# Victoriacum

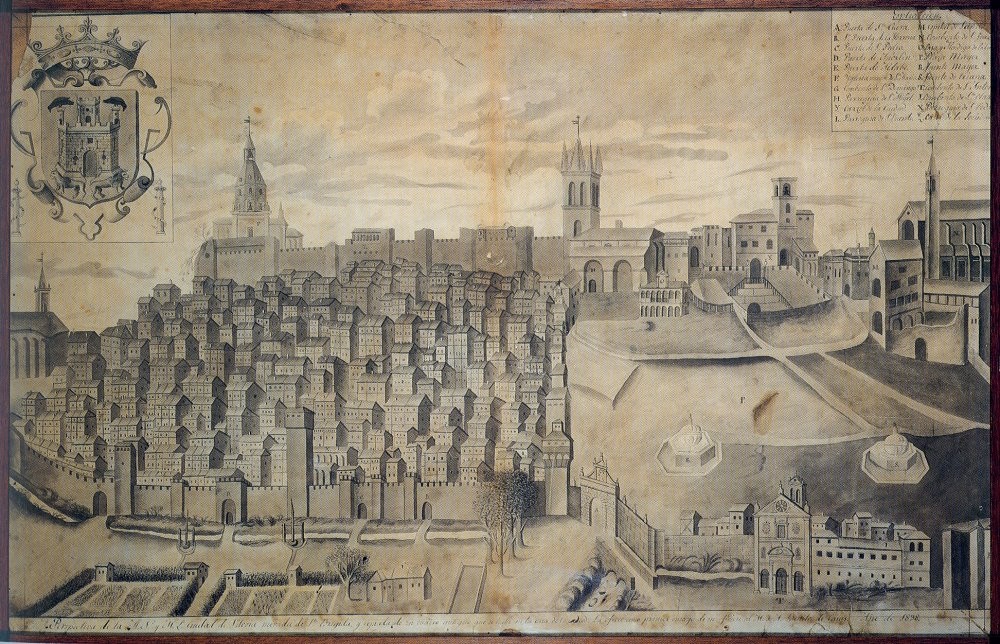
Gravat antic de la ciutat de Vitòria

Victoriacum o Victoriaco és una ciutat fundada l'any 581 pel rei visigot Leovigild, en algun lloc de Bascònia, sobre la identificació de la qual fluctuen els parers dels historiadors, com a celebració de la victòria contra els vascons i per controlar el seu territori.
Aquesta afirmació se basa en el text següent:
| « | ...Anno V Tiberii, qui est Leovegildi XIII annus, […] Leovegildus rex partem Vasconiae occupat et civitatem, quae Victoriacum nuncupatur, condidit... | » |

A. Barbero i M. Vigil opinen que també va poder tractar-se de l'oppidum d'Iruña-Veleia, la Veleia de Ptolemeu, complex romà de gran importància en terres alabeses, a 11 km. de Vitòria
Per raons etimològiques, per la similitud del nom, se suposa que la ciutat es va fundar on actualment es troba la capital alabesa, Vitòria, altres fonts sobretot procedent del camp de la filologia opinen que Victoriaco no estava en l'actual Vitòria sinó en una zona propera, probablement als peus del Gorbeia on hi ha un poble anomenat Bitoriano al municipi alabès de Zuia.
Per a la majoria dels historiadors aquesta teoria està descartada, ja que es té informació de Bitoriano, anterior, en concret de l'any 574, quan Leovigild ajuda als seus pobladors a emmurallar-la, per a la seva defensa contra els vascons.
El nom del nou assentament Victoriacum, ofereix informació important de l'època. El seu nom s'associava amb la ideologia del triomf, doblegant els lemes de les monedes del rei que li anaven a presentar immediatament unit a la paraula "victòria".
El nom donat a la nova ciutat és des del punt de vista lingüístic un híbrid, format d'una paraula llatina, victòria, però amb una desinència, -acum, cèltica típica de topònims d'època imperial situats en àrea lingüística cèltica. (Habitualment "fundus" d'ex-veterans legionaris).
L'anomalia d'un topònim celtitzant en una àrea que es pensa que estava en vies d'euskaldunitzar-se planteja una vegada més el problema de la cronologia i manera de la basconització de l'actual País Basc, de tal forma que en aquestes dates s'endevina un panorama lingüístic i ètnic bastant heterogeni (basconització tardana).